# Stirling and Falkirk

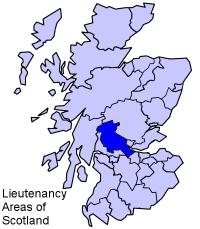
Stirling and Falkirk markerat bland Skottlands ståthållarskap.

Stirling and Falkirk är ett ceremoniellt ståthållarskap (engelska: lieutenancy area) i riksdelen Skottland i Storbritannien. Det består av Stirlings kommun och Falkirks kommun. Området motsvarar till stor del grevskapet Stirlingshire som avskaffades som administrativ enhet 1975.
Ståthållare och representant för drottningen är sedan 2005 Marjory McLachlan.